# Смоленский (Алтайский край)
Смоленский — посёлок в Быстроистокском районе Алтайского края России. Входит в состав Хлеборобного сельсовета.

## География
Посёлок находится в юго-восточной части Алтайского края, на правом берегу реки Ануй, на расстоянии примерно 24 километров (по прямой) к юго-востоку от посёлка Быстрый Исток, административного центра района. Абсолютная высота — 171 метр над уровнем моря.
Климат умеренный, континентальный. Средняя температура января составляет −18 °C, июля — +18,6 °C. Годовое количество осадков составляет 470 мм.

## Население
| 1997 | 1998 | 1999 | 2000 | 2001 | 2002 | 2003 |
| ---- | ---- | ---- | ---- | ---- | ---- | ---- |
| 443  | ↘435 | ↘415 | ↗430 | ↘424 | →424 | ↘408 |
| 2004 | 2005 | 2006 | 2007 | 2008 | 2009 | 2010 |
| ↗420 | ↘410 | ↘396 | ↘367 | ↗410 | ↘376 | ↘375 |
| 2011 | 2012 | 2013 |      |      |      |      |
| ↘373 | ↘366 | ↘351 |      |      |      |      |

Согласно результатам переписи 2002 года, в национальной структуре населения русские составляли 97 %.

## Улицы
Уличная сеть посёлка состоит из четырёх улиц.